# パー・ホールバーグ
パー・ホールバーグ（Per Hallberg, 1958年12月30日 - ）は、スウェーデン出身の音響編集者である。アメリカ映画を中心に80本以上にクレジットされている。アカデミー音響編集賞は『ブレイブハート』（1995年）、『ボーン・アルティメイタム』（2007年）、『007 スカイフォール』（2012年）で3度受賞している。
ハリウッドの音響ポストプロダクション会社であるサウンデラックスで働いている。

## 受賞とノミネート
| 賞               | 年   | 部門       | 作品名                   | 結果       |
| ---------------- | ---- | ---------- | ------------------------ | ---------- |
| アカデミー賞     | 1995 | 音響編集賞 | ブレイブハート           | 受賞       |
| アカデミー賞     | 1997 | 音響編集賞 | フェイス/オフ            | ノミネート |
| アカデミー賞     | 2007 | 音響編集賞 | ボーン・アルティメイタム | 受賞       |
| アカデミー賞     | 2012 | 音響編集賞 | 007 スカイフォール       | 受賞       |
| 英国アカデミー賞 | 1995 | 音響賞     | ブレイブハート           | 受賞       |
| 英国アカデミー賞 | 2000 | 音響賞     | グラディエーター         | ノミネート |
| 英国アカデミー賞 | 2001 | 音響賞     | ブラックホーク・ダウン   | ノミネート |
| 英国アカデミー賞 | 2004 | 音響賞     | Ray/レイ                 | 受賞       |
| 英国アカデミー賞 | 2007 | 音響賞     | ボーン・アルティメイタム | 受賞       |
| 英国アカデミー賞 | 2012 | 音響賞     | 007 スカイフォール       | ノミネート |